# Jelena Tsjaoesova
Jelena Jefimovna Tsjaoesova (Russisch: Елена Ефимовна Чаусова) (Moskou, 30 juli 1957) is een voormalig basketbalspeelster die uitkwam voor het nationale basketbalteam van de Sovjet-Unie. Ze werd Meester in de sport van de Sovjet-Unie.

## Carrière
Tsjaoesova begon haar carrière bij Spartak Moskou in 1972. In 1982 verhuisde ze naar CSKA Moskou. Ze won in 1985 en 1989 het landskampioenschap van de Sovjet-Unie. Ook won ze twee keer de Ronchetti Cup. Ze wonnen de finale in 1985 van SISV Bata Viterbo uit Italië met 76-64. In 1989 was er weer succes in de Ronchetti Cup. Ditmaal won Tsjaoesova van Deborah Milano uit Italië met 92-86. In 1989 stopte ze met basketballen.
Met de Sovjet-Unie won Tsjaoesova vijf gouden medailles op de Europese Kampioenschappen in 1978, 1980, 1981, 1983 en 1985. Ook won ze een gouden medaille op het Wereldkampioenschap in 1983. In 1984 won ze goud op de Vriendschapsspelen, en toernooi dat werd gehouden voor landen die de Olympische Spelen van 1984 boycotte.

## Privé
Jelena's moeder is Tamara Tsjaoesova die ook voor de Sovjet-Unie speelde. Ook heeft ze een oom, Aleksandr Moisejev, die ook voor de Sovjet-Unie speelde.

## Erelijst
- Landskampioen Sovjet-Unie: 2
  - Winnaar: 1985, 1989
  - Tweede: 1983, 1984, 1988
  - Derde: 1986, 1987
- Ronchetti Cup: 2
  - Winnaar: 1985, 1989
- Wereldkampioenschap: 1
  - Goud: 1983
- Europees Kampioenschap: 5
  - Goud: 1978, 1980, 1981, 1983, 1985
- Vriendschapsspelen: 1
  - Goud: 1984